# Lycium mascarenense
Lycium mascarenense ist eine Pflanzenart aus der Gattung der Bocksdorne (Lycium) in der Familie der Nachtschattengewächse (Solanaceae).

## Beschreibung
Lycium mascarenense ist ein bis zu 1 m hoher, niederliegend, verworren verzweigter und dicht beblätterter Strauch. Die Laubblätter sind sukkulent, unbehaart und 6 bis 10 mm lang und 1 bis 3 mm breit.
Die Blüten sind zwittrig und fünfzählig. Der Kelch ist glockenförmig, seine Kelchröhre wird 2,5 bis 3 mm lang und ist mit 0,5 bis 0,75 mm langen Kelchzipfeln besetzt. Die Krone ist halbkugelförmig und gespreizt. Sie ist weiß gefärbt, die Kronlappen sind weiß bis blass lila. Die Kronröhre erreicht eine Länge von 5 bis 7 mm, die Kronlappen werden 2 bis 3 mm lang. Die Basis der Staubfäden ist dicht filzig behaart.
Die Frucht ist eine eiförmige, rote Beere, die eine Länge von 4 bis 5 mm und eine Breite von 4 mm erreicht.

## Vorkommen
Die Art ist auf Madagaskar, den Maskarenen und dem Afrikanischen Kontinent verbreitet und kommt dort in Südafrika in der Provinz KwaZulu-Natal, sowie in Mosambik vor.

## Belege
- J.S. Miller und R.A. Levin: Lycium mascarenense. In: Project Lycieae